# Chehalis supérieur
Pour les articles homonymes, voir Chehalis.
Le chehalis supérieur (qʷayʼáyiɫqʼ en chehalis supérieur) est une langue amérindienne de la famille des langues salish parlée aux États-Unis, dans l'État de Washington, le long de la rivière Chehalis, ainsi que dans la région de Tenino.
Selon Dale Kinkade, il ne restait qu'un locuteur ayant une compétence élevée de langue dans les années 1970. La langue est éteinte.

## Origine du nom
La langue ne tient pas son nom du peuple qui la parlait mais de sa situation géographique. Le terme de chehalis supérieur indique qu'elle était parlée par un peuple habitant sur le cours supérieur de la rivière Chehalis. Les membres de cette nation amérindienne désignait leur langue par le terme de qʷayʼáyiɫqʼ.

## Variétés
Le chehalis supérieur était divisé en trois variétés, le satsop, le dialecte d'Oakville et le dialecte de Tenino.

## Écriture
| ʔ  | a   | b   | c | c’ | č  | č’ | d | dᶻ | e | ə  | g | h  | i  | j  | k  |
| k’ | kʷ  | k’ʷ | l | l’ | ɬ  | ƛ’ | m | m’ | n | n’ | o | p  | p’ | q  | q’ |
| qʷ | q’ʷ | s   | š | t  | t’ | u  | w | w’ | x | xʷ | x̣ | x̣ʷ | y  | y’ |    |